# Volvo F10/F12
Volvo F10/F12 är en lastbilsserie som tillverkades av Volvo Lastvagnar 1977-1993. F10- och F12-serien presenterades 1977 och var med sin säkerhetshytt och ergonomiska interiör innovativ. Serien kom att bli en stor succé för Volvo och över 200 000 exemplar tillverkades och etablerade Volvo på världsmarknaden. Flera av modellens delar, bland annat chassikomponenter och till drivlinan togs från den 1973 introducerade N-serien. 1987 släpptes F16 som den motorstarkaste modellen. 
F-serien ersattes av FH-serie 1994.